# Resolució 1797 del Consell de Seguretat de les Nacions Unides
La Resolució 1797 del Consell de Seguretat de les Nacions Unides fou adoptada per unanimitat el 30 de gener de 2008. Després de reafirmar les resolucions anteriors sobre la situació a la República Democràtica del Congo, el Consell va ampliar el mandat la Missió de les Nacions Unides a la República Democràtica del Congo (MONUC) fins al 31 de desembre de 2008 i l'autoritza a ajudar les autoritats congoleses a organitzar, preparar i dur a terme eleccions locals.

## Detalls
Amb aquesta resolució, presentada per França, el Consell de Seguretat reafirma el seu compromís de contribuir a la consolidació de la pau i l'estabilitat en el període posterior a la transició de la República Democràtica del Congo.
En resposta a les peticions dels membres del Consell per obtenir informació sobre el cost del suport de la MONUC a les eleccions, previstes en la segona meitat de l'any, la carta del Secretari General de 30 de novembre atorga estimacions preliminars.
Durant la reunió el president del Consell de Seguretat de les Nacions Unides, Giadalla Ettalhi (Líbia) va llegir un comunicat felicitant al president Joseph Kabila i al Govern de la República Democràtica del Congo, així com els organitzadors i participants de les Jornades per la Pau, la Seguretat i el Desenvolupament a Kivu Nord i Sud, sobre l'èxit d'aquest esdeveniment, que es va celebrar a Goma del 6 al 23 de gener.
El Consell es va mostrar especialment satisfet que els grups armats de Kivu Nord i Sud s'havien compromès a observar un alto el foc complet i immediat per iniciar la retirada de les seves forces i respectar estrictament les normes del dret internacional humanitari i dels drets humans tal com s'exposa en declaracions de compromís signades pel Govern el 23 de gener.
En el marc de la lluita contra la impunitat, el Consell, tot i assenyalar la promesa del Govern de demanar l'aprovació parlamentària d'una llei d'amnistia relativa als actes de guerra i insurrecció, va acollir amb beneplàcit l'exclusió del genocidi, els crims de guerra i els crims contra la humanitat de l'abast d'aquesta amnistia.